# Монастырь в честь Рождества Пресвятой Богородицы (Караганда)
Монастырь в честь Рождества Пресвятой Богородицы  — православный женский монастырь в Караганде.

## История
В 1944 году иеромонах Севастиан (Фомин) вместе с учениками приобрёл частный саманный дом, возведённый в начале 1940-х годов, где разместили молитвенный дом для верующих.
Храм в честь Рождества Пресвятой Богородицы был официально зарегистрирован в органах власти в 1955 году в день празднования Вознесения Господня. В 1976 году был проведён капитальный ремонт храма. В результате перестройки вместо саманных были возведены кирпичные стены, а размеры храма составили 15×16 м.
22 октября 1997 года были обретены мощи преподобного Севастиана, со 2 мая 1998 года покоящиеся во Введенском соборе.
Решением Священного синода от 9 июня 1998 года при храме был создан женский монастырь. По состоянию на 2012 год в нём проживали настоятельница — игуменья Севастиана (Жукова), 2 монахини и 4 инокини.
В 2014 году в Казахстан прибыл ковчег с Поясом Пресвятой Богородицы. 28 мая он был доступен верующим для поклонения в стенах женского монастыря.
В 2016 году в монастыре прошли торжественные мероприятия, посвящённые 50-летию преставления старца Севастиана Карагандинского. Божественную литургию в женском монастыре, совершили митрополиты: Астанайский и Казахстанский — Александр, Ташкентский и Узбекистанский — Викентий и Черновицкий и Буковинский — Мелетий, а также епископ Карагандинский и Шахтинский Севастиан. В этот же день был открыт памятник преподобному Севастиану у строящегося Троице-Севастиановского собора.